# Биопсия
Биопсията е медицинска процедура, чрез която се взема малко парченце тъкан от различни органи на тялото. Тя се обработва и оцветява в специализирани лаборатории, след което лекар специалист (хистолог) я изследва под микроскоп. За повечето от сериозните заболявания при човека биопсията има решаващо значение за определяне причината на болестта, нейната напредналост, както и за лечебното поведение. Най-често биопсично изследване се прилага при заболявания на костния мозък, лимфните възли, белия дроб, черния дроб и бъбреците.

## Етимология
Образувана е от на старогръцки: βίος – живот + ὄψις, гледане.

## Биопсия след ПАП тест
На базата на резултатите от ПАП теста може да се определи дали и колко силно са променени клетките. За да се изследва колко дълбоко в тъканта са се разпространили променените (атипичните) клетки, се прави биопсия, т. е. взима се малко парченце от тъканта в областта на шийката на матката. Обикновено това се прави, когато резултатът от ПАП теста е III или III D и продължително време не се променя. При резултат IV A е препоръчително биопсията да се направи възможно най-скоро. На база на резултатите от хистологичното изследване може да се направи заключение, колко дълбоко в тъканта са се разпространили атипичните клетки, и да се прецени колко голям е рискът, атипичните клетки да се развиват в бъдеще и евентуално да дегенерират. Биопсията (в този случай) е сравнително малка интервенция, при която с помощта на колпоскоп, осигуряващ по-добра видимост, целенасочено се взима тъкан за изследване. Обикновено се извършва амбулаторно. Според резултатите от хистологичното изследване се определя стадият на цервикална интраепителна неоплазия (ЦИН, cervical intraepithelial neoplasia, CIN), наречена още дисплазия. Този стадий показва колко напреднали са атипичните промени на клетките:
- CIN I: лека дисплазия. Наблюдава се промяна на нормалната структура на клетките само в долната трета на епителния слой на маточната шийка. Обикновено цитологично изследване е показало резултат ПАП II или III. Много често се наблюдават спонтанни ремисии (атипичните клетки изчезват от самосебе си).
- CIN II: среднотежка дисплазия. Наблюдаваните променени клетки са ограничени в долната половина на епителния слой, горната половина е с напълно нормална структура. Цитологичното изследване обикновено е било с резултат ПАП III или III D. Тенденциите за спонтанни ремисии са около 40 – 60%.
- CIN III: тежка дисплазия. Наблюдават се промени в долните две трети на епителния слой. В тази група влиза и т. нар. карцином ин ситу (на латински: Carcinoma in situ, CIS). Поведението му все още не е злокачествено, базалната мембрана на епителния слой на шийката на матката не е засегната. Цитологичното изследване обикновено е било с резултат ПАП IV A или V. Тенденциите за спонтанни ремисии са около 20 – 30%.

Не е задължително тези състояния да се развият до рак на шийката на матката. Нови изследвания в тази област показват, че при 6 от 10 жени с CIN I и при 4 от 10 жени с CIN II се наблюдават спонтанни ремисии. Ако атипичните клетки при CIN I или CIN II не изчезнат от самосебе си или след терапия за определено време, се извършва оперативна интервенция, т. нар. конизация. При напреднал стадий и резултат CIN III се препоръчва краткоскорчно интензивно лечение. В повечето случаи става дума за конизация.